# Remmius vulpinus
Remmius vulpinus är en spindelart som beskrevs av Simon 1897. Remmius vulpinus ingår i släktet Remmius och familjen jättekrabbspindlar. Inga underarter finns listade i Catalogue of Life.